# Juha Repo
Juha Repo (1957. október 31. –) finn rali-navigátor.

## Pályafutása
Első rali-világbajnoki versenyén Voitto Silander navigátoraként vett részt 1982-ben a finn ralin. Pályafutása során több sikeres finn versenyzőnek navigált, ám karrierje nagy részét Juha Kankkunen társaként töltötte. Kankkunennel 1997 és 2002 között versenyzett. Ez idő alatt két világbajnoki versenyt nyertek, húsz alkalommal álltak dobogón és hatvanhat szakaszgyőzelmet szereztek.

### Rali-világbajnoki győzelmei
| #  | Dátum                 | Rali          | Versenyző      | Autó                  | Összefoglaló |
| -- | --------------------- | ------------- | -------------- | --------------------- | ------------ |
| 1. | 1999. május 22-25     | Argentin rali | Juha Kankkunen | Subaru Impreza WRC 99 | Összefoglaló |
| 2. | 1999. augusztus 20-22 | Finn rali     | Juha Kankkunen | Subaru Impreza WRC 99 | Összefoglaló |

## Külső hivatkozások
- Profilja az ewrc.cz honlapon
- Profilja a rallybase.nl honlapon